# Рипли, Роберт
Ро́берт Леро́й Ри́пли (англ. Robert LeRoy Ripley; 25 декабря 1890, Санта-Роза, Калифорния — 27 мая 1949, Нью-Йорк, Нью-Йорк) — американский художник комиксов, предприниматель и антрополог-любитель. Именно он создал шоу Ripley’s Believe It or Not!, радиошоу и телевизионные программы, в которых предоставляются самые странные факты со всего мира. Темы, рассматриваемые Робертом Рипли варьировались от спортивных подвигов до малоизвестных фактов о различных необычных и экзотических местах.

## Биография

### Последние годы и смерть
Во время Второй мировой войны Рипли сосредоточился на благотворительной деятельности, но после войны он вновь активизировал свою деятельность. В 1948 году, в год 20-летия «Believe it or not!» был выпущен мультсериал «Believe it or not!», радиошоу близилось к завершению и в планах была замена его на телешоу. Это был довольно смелый шаг со стороны Рипли, так как в то время лишь малое количество американцев имело доступ к телевидению. Рипли удалось завершить только тринадцать серий шоу до того, как он стал инвалидом в результате серьезных проблемы со здоровьем. Как сообщается, он потерял сознание во время съемок своего последнего шоу. Его здоровье ухудшилось, и 27 мая 1949 года, в возрасте 58 лет, он скончался от сердечного приступа в Нью-Йорке. Он был похоронен в своем родном городе Санта-Роза, Калифорния.
Роберт Рипли был владельцем уникальной статуи Хананумы Масакити.

### Личная жизнь
31 октября 1919 года женился на 14-летней Беатрис Робертс, в 1926 году последовал развод, детей от этого брака не было.